# Caput mortuum
La locuzione latina caput mortuum, tradotta letteralmente, significa "testa morta".

Il simbolo del caput mortuum

## Alchimia
In alchimia il caput mortuum erano gli scarti della distillazione e della calcinazione.
In italiano è attestato il calco linguistico capomorto.
Il simbolo ad esso associato rappresenta un teschio umano stilizzato.

## Pigmento
Il pigmento noto come caput mortuum è una tonalità di bruno grigiastro, usata nella tecnica di pittura ad olio ed acquerello. È un colore solido. È considerato parte delle terre rosse.
Si trattava in origine di sesquiossido di ferro, residuo della distillazione secca del solfato ferrico; chiamato talvolta anche Bruno inglese; oltre che come pigmento si usava anche per la smerigliatura di lenti e gemme.